# Idaho Stampede 2015-2016
La stagione 2015-16 degli Idaho Stampede fu la 10ª nella NBA D-League per la franchigia.
Gli Idaho Stampede arrivarono quarti nella Pacific Division con un record di 20-30, non qualificandosi per i play-off.

## Roster
|    | Naz.                            | Ruolo | Sportivo           | Anno | Alt. | Peso |  |
| -- | ------------------------------- | ----- | ------------------ | ---- | ---- | ---- |  |
| 2  | Stati Uniti (bandiera)          | G     | Corey Hawkins      | 1991 | 188  | 88   |  |
| 2  | Stati Uniti (bandiera)          | G     | Ta'Quan Zimmerman  | 1991 | 188  | 91   |  |
| 3  | Stati Uniti (bandiera)          | C     | Da'Shonte Riley    | 1991 | 213  | 106  |  |
| 4  | Stati Uniti (bandiera)          | G     | Phil Pressey       | 1991 | 183  | 80   |  |
| 12 | Stati Uniti (bandiera)          | G     | Tyus Jones         | 1996 | 188  | 88   |  |
| 14 | Bosnia ed Erzegovina (bandiera) | G     | Henry Domercant    | 1980 | 196  | 95   |  |
| 14 | Stati Uniti (bandiera)          | G     | Pierre Jackson     | 1991 | 178  | 82   |  |
| 14 | Stati Uniti (bandiera)          | G     | Leon Sutton        | 1988 | 185  | 77   |  |
| 15 | Stati Uniti (bandiera)          | G     | Jared Cunningham   | 1991 | 193  | 88   |  |
| 15 | Stati Uniti (bandiera)          | A     | E.J. Singler       | 1990 | 198  | 98   |  |
| 17 | Stati Uniti (bandiera)          | G     | Jalil Abdul-Bassit | 1992 | 193  | 84   |  |
| 17 | Stati Uniti (bandiera)          | G     | Brandon Fields     | 1988 | 193  | 88   |  |
| 18 | Stati Uniti (bandiera)          | A     | Jeremy Williams    | 1987 | 201  | 100  |  |
| 20 | Stati Uniti (bandiera)          | G     | Bryce Dejean-Jones | 1992 | 198  | 92   |  |
| 21 | Stati Uniti (bandiera)          | G     | Treveon Graham     | 1993 | 198  | 100  |  |
| 22 | Stati Uniti (bandiera)          | GA    | J.J. O'Brien       | 1992 | 201  | 103  |  |
| 23 | Stati Uniti (bandiera)          | C     | Justin Manns       | 1989 | 211  | 102  |  |
| 24 | Stati Uniti (bandiera)          | GA    | Mychal Ammons      | 1992 | 198  | 102  |  |
| 24 | Stati Uniti (bandiera)          | G     | Travis Releford    | 1990 | 198  | 100  |  |
| 34 | Stati Uniti (bandiera)          | A     | Jeff Ayres         | 1987 | 206  | 113  |  |
| 44 | Stati Uniti (bandiera)          | C     | Ian Chiles         | 1990 | 218  | 118  |  |
| 44 | Stati Uniti (bandiera)          | A     | Jack Cooley        | 1991 | 206  | 111  |  |
| 50 | Germania (bandiera)             | C     | Tibor Pleiß        | 1989 | 221  | 116  |  |

## Staff tecnico
- Allenatore: Dean Cooper
- Vice-allenatori: Jordan Brady, Travis Walton
- Preparatore atletico: Brady Howe